# 王子白髭神社
王子白髭神社（おうじしらひげじんじゃ）は、東京都葛飾区の神社。

## 歴史
938年（元慶元年）に創建された。清和天皇第七皇子の貞辰親王が東国巡行の途中、この地で薨去した。その時、近くの浄光寺に偶然にも滞在していた慈覚大師円仁は親王を葬って、浄光寺に墓の管理をさせた。そして「王子権現」として祀ることになった。
当社の別名を「王子神社」というが、北区王子の王子神社とは異なり、若一王子ではなく清和天皇の皇子（王子）に由来する。
元々は別の場所にあったが、大正期の荒川放水路の開削により、1919年（大正8年）に現在地に移転した。

## 交通アクセス
- 四ツ木駅より徒歩13分。